# Ослекова къща
Ослековата къща е възрожденска къща в Копривщица. Строена е през 1856 г. за копривщенския търговец и производител на абаджийска стока, абаджията Ненчо Ослеков (1821 – 1876).

## Архитектура
Къщата е построена в бароков стил в близост до центъра на Копривщица. Тя е паметник на културата. Разположена е в ограден двор в с живописен цветен партер. Вътрешната схема на къщата представлява просторен правоъгълен салон с тясна двураменна стълба и стая в дъното на салона и три помещения – къщи с огнище и две соби асиметрично разположени. Вътрешната част на къщата е богато декорирана – фигурирани тавани от дъски и профилирани летви, алафранги и кошове над огнищата, дълги миндери, застлани с изящни тъкани. Стенописите са изпълнение на майсторите Минчо и Коста Зограф от Самоковската художествена школа. Фасадата на къщата е покрита с растителни и геометрични мотиви, а между прозорците и над аркадата на входната порта, на отделни пана, с пейзажи. Всяко помещение има различно име в зависимост от основния тон на стените – Синя стая, Червена стая, Жълта стая. Най-ценните стенописи, запазени от тази епоха, се намират в Синята и в Червената стая.

## Етнографски музей
От 1956 г. Ослековата къща е превърната в етнографски музей, представящ копривщенския бит от втората половина на XIX век. Част е от музейния комплекс на Копривщица, а от 2013 година е частен музей. В него са показани експозиции на женски накити, чибуци, наргилета от Азия, шарени чорапи изплетени на пет игли, копривщенски кенете – шита дантела, за чиято основа се използва конски косъм, придаващ ѝ здравина и еластичност. В музея са представени и празнични и ежедневни традиционни женски дрехи от ХХ век, всекидневно мъжко облекло и костюм на заможен местен чорбаджия. Експозицията включва и предмети използвани от абаджиите – ножици, напръстници, дървени пръчици; представени са и кожени калъфи за съхранение на пари, тютюн и барут.
От 2013 г. музеят е частна собственост и експозицията е променена. Стенописите на фасадата са реставрирани през 2018 г. 

## Галерия
- Интериор в Ослековата къща